# マイケル・ウィリアムズ (アメリカンフットボール)
マイケル・ディアンソニー・ウィリアムズ（Mykel DeAnthony Williams, 2004年6月29日 - ）は、アメリカ合衆国ジョージア州ウォームスプリングス出身のプロアメリカンフットボール選手。NFLのサンフランシスコ・49ersに所属している。ポジションはディフェンシブエンド。

## 経歴

### ハイスクール
高校4年目のシーズンに全米最優秀守備選手賞を受賞した。
主要サイトから5つ星評価を受け、247スポーツでは世代4位にランクインした。当初はUSCへ進学予定だったが、後に撤回してジョージア大学へ進学した。

### カレッジ
1年目の2022年シーズン、チームは全米制覇を果たした。
2023年シーズン、2024年シーズンと2年連続でオールSECセカンドチームに選出された。
2024年シーズン終了後、2025年のNFLドラフトにアーリーエントリーした。

### サンフランシスコ・49ers
| 6 ft 5+1⁄8 in (196 cm)      | 260 lb (118 kg) | 34+3⁄8 in (87 cm) | 10+1⁄4 in (26 cm) |
| All values from NFL Combine |                 |                   |                   |

2025年のNFLドラフトにて1巡目全体11位でサンフランシスコ・49ersから指名され、5月16日に4年総額2,493万ドルのルーキー契約を結んだ。